# Wydział Historii i Dziedzictwa Kulturowego Uniwersytetu Papieskiego Jana Pawła II w Krakowie
Wydział Historii i Dziedzictwa Kulturowego Uniwersytetu Papieskiego Jana Pawła II w Krakowie – jeden z 6 wydziałów Uniwersytetu Papieskiego Jana Pawła II w Krakowie.

## Historia
Wydział Historii Kościoła powstał w 1981 roku w ramach Papieskiej Akademii Teologicznej. W 2008 roku nazwa Wydziału została zmieniona na Wydział Historii i Dziedzictwa Kulturowego. Wraz z nową nazwą została zmieniona także struktura Wydziału, który został podzielony na trzy Instytuty: Historii, Historii Sztuki i Kultury oraz Międzyuczelniany Instytut Muzyki Kościelnej.

## Kierunki kształcenia
Wydział Historii i Dziedzictwa Kulturowego prowadzi studia na następujących kierunkach:

### Studia I stopnia
Dostępne kierunki:
- Historia (specjalności: historia Kościoła, Europa Wschodnia, Doktryny polityczne i prawne)
- Archiwistyka i zarządzanie dokumentacją
- Turystyka historyczna
- Historia sztuki
- Ochrona dóbr kultury
- Muzyka kościelna.

### Studia II stopnia
Dostępne kierunki: 
- Historia (specjalności: historia Kościoła, Europa Wschodnia, Archiwistyka, Doktryny polityczne i prawne, Turystyka historyczna)
- Historia sztuki
- Muzyka kościelna.

### Studia III stopnia
Dostępne kierunki: 
- Historia

## Struktura organizacyjna

### Instytut Historii
Dyrektor: ks. dr hab. Andrzej Bruździński
- Katedra Historii Nowożytnej
- Katedra Archiwistyki i Nauk Pomocniczych Historii
- Pracownia Badań nad Historią i Kulturą Przestrzeni Totalitarnej i Posttotalitarnej
- Katedra Historii Starożytnej i Średniowiecznej
- Katedra Historii XIX i XX wieku
- Katedra Europy Środkowej i Wschodniej

### Instytut Historii Sztuki
Dyrektor: ks. dr hab. Dariusz Tabor
- Katedra Historii Sztuki Starożytnej i Średniowiecznej
- Katedra Historii Sztuki Nowożytnej
- Katedra Historii Sztuki Nowoczesnej
- Katedra Dziejów Kultury
- Pracownia Inwentaryzacji i Digitalizacji Zabytków
- Pracownia Badań i Konserwacji Tkanin Zabytkowych
- Pracownia Dziejów Kultury Materialnej

### Międzyuczelniany Instytut Muzyki Kościelnej
Dyrektor: dr hab. Witold Zalewski
- Katedra Historii Liturgii
- Katedra Muzyki Kościelnej

## Poczet dziekanów
1. prof. dr hab. Janina Bieniarzówna (1981-1991)
2. ks. dr hab. Stanisław Piech (1991-1994)
3. ks. prof. dr hab. Janusz Wycisło (1994-2004)
4. p.o. ks. dr hab. Jan Józef Janicki (2004)
5. ks. dr hab. Jan Szcepaniak (2004-2009)
6. ks. dr hab. Józef Wołczański (2009-2012)
7. ks. prof. dr hab. Jan Szczepaniak (2012-2016)
8. ks. prof. dr hab. Jacek Urban (2016-)

## Władze Wydziału
W kadencji 2016-2020:
| Stanowisko | Imię i nazwisko               |
| ---------- | ----------------------------- |
| Dziekan    | ks. prof. dr hab. Jacek Urban |
| Prodziekan | dr hab. Józef Kałużny         |
| Prodziekan | dr hab. Tomasz Graff          |